# Portugalci u Hrvatskoj
Portugalci u Hrvatskoj (port. Portugueses na Croácia, Luso-croatas ili Comunidade portuguesa na Croácia), etnička su zajednica osoba koje privremeno borave ili žive u Hrvatskoj, a imaju portugalsko državljanstvo ili su portugalskoga podrijetla. Prema procjenama portugalske vlade, u Hrvatskoj boravi ili živi manje od dvjesto takvih osoba.
Veliki dio privremenih stanovnika čine studenti uključeni u studentske razmjene putem Erasmusa.
Tijekom i nakon velikosrpske agresije na Hrvatsku i Bosnu i Hercegovinu, portuglaski vojnici sudjelovali su kao dio NATO-vih mirovnih snaga.
Više Portugalaca igra za hrvatske nogometne klubove: Danilo Veiga (Rijeka), Francisco Reis Ferreira (Hajduk), Miguel Campos (Rudeš), Rafa Pereira (Varaždin) i  Leandro Gerson Da Silva E Costa (Nedelišće).

## Poznate osobe
- Antonio Souza-Kordeiru, klizač
- Nikola Tavares, nogometaš

## Vanjske poveznice
- Croácia (port.) Observatório da Emigração